# The Factory/Boland Mills Lagerhaus Dublin
The Factory/Boland Mills Lagerhaus (Denkmalnummer: 485), erbaut in den 1870er Jahren, ist ein zweistöckiges ehemaliges Lagerhaus in den Dublin Docklands. Das Lagerhaus mit doppeltem Giebeldach gehört zum Gebäudekomplex der Boland-Getreidemühle und steht südlich der eigentlichen Mühle in der Barrow Street am Ufer des Grand Canal Docks.
Das Gebäude wird heute „The Factory“ genannt und beherbergte bis 2014 die „National Performing Arts School“ (NPAS). Hier probten unter anderem das Bolschoi-Ballett, Riverdance und die Band U2. Des Weiteren war das NPAS Gastgeber für Schriftsteller und Producer wie Neil Jordan und Lenny Abrahmsen und auch für internationale Stars wie z. B. Colin Farrell, David Bowie und Saoirse Ronan.
Der Bau ist Teil des 170 Mio. € teuren Revitalisierungsprojekts Boland’s Quay. Die Bauarbeiten wurden Ende 2015 aufgenommen und sollen bis zum Jahr 2018 fertiggestellt werden. Gestaltet wurde dieses Projekt von dem Architekturbüro Burke-Kennedy Doyle (BKD Architects). Neben der Restaurierung der denkmalgeschützten Gebäude entlang der Barrow Street beinhaltet die Umgestaltung auch den Abriss der drei Silos der Boland-Getreidemühle aus den 1940er Jahren. Anstelle der Silos sollen sich künftig zwei Bürogebäude (13- und 14-stöckig) und ein Wohngebäude (15-stöckig) neben der ehemaligen Mühle und den Lagerhäusern erheben. An der „Factory“ selbst sollen Seitenwände teilweise entfernt werden und die östliche Steinfassade zerlegt und neu angeordnet werden. Insbesondere sollen die bogenförmigen Öffnungen, Fenster und Türen neu ausgerichtet werden, ein neues Aussichtsfenster an der südlichen Seite soll entstehen und der Balkon an der Wasserfront soll ersetzt und durch einen passenden an der westlichen Seite ergänzt werden. Der Komplex soll nach seinem Umbau für kulturelle Veranstaltungen und zu Ausstellungszwecken genutzt werden.

## Weblink
- BKD Architects: Official Marketing Launch of Boland’s Quay